# Dirlewang
Dirlewang település Németországban, azon belül Bajorországban. Lakosainak száma 2316 fő (2023. december 31.).

## Népesség
A település népessége az elmúlt években az alábbi módon változott:
| Lakosok száma | 704  | 1279 | 1548 | 1762 | 2033 | 2091 | 2112 | 2156 | 2217 | 2316 |
|               | 1875 | 1950 | 1975 | 1987 | 2012 | 2014 | 2016 | 2017 | 2021 | 2023 |